# Hodnota (ekonomie)
Hodnota je údaj vzniklý objektivním/subjektivním posouzením hmotné/nehmotné podstaty a je vyjádřený v určitých měřitelných/neměřitelných jednotkách. Je vyjádřen komparativně ve vztahu k obecně přijímaným jednotkám reálným, např. měna, kusy, či imaginárním jakými jsou abstraktní termíny mnoho, velmi, nezvykle mnoho, vůbec apod. V běžném životě je hodnota chápána obvykle v kvantitativní podobě. Hodnota může být definována jako subjektivní význam, který má statek pro jednotlivce (přiřazen konotací). Existuje mnoho různých teorií hodnoty, které se navzájem liší podle příslušnosti k jednotlivým školám ekonomické teorie.
Ekonomická hodnota představuje maximální částku, kterou je ekonomický aktér schopen nebo ochoten zaplatit za zboží či službu. Bývá zaměňována s tržní hodnotou, což je minimální částka, kterou spotřebitel zaplatí za službu nebo zboží. Ekonomická hodnota proto může být vyšší než tržní cena. Rozdíl mezi hodnotou a tržní cenou se nazývá spotřebitelský přebytek.
V ekonomii může mít tyto významy:
- hodnota směnná (exchange value), jež se vyjadřuje cenou při směně;
- hodnota užitná (use value), vyjadřující užitečnost nebo žádoucnost zboží či služby;
- hodnota pro zákazníka (customer value) je poměr mezi užitkem a náklady;
- hodnota pro vlastníky (shareholder value) je hodnota podniku nebo podílu pro majitele nebo akcionáře;
- hodnota přidaná trhem (market value added) měří rozdíl mezi tržní hodnotou podniku a hodnotou investovaného kapitálu;
- hodnota pro účastníky (stakeholder value) je hodnota pro všechny zúčastněné, tj. majitele, zaměstnance, státní správu atd.;
- hodnota celní (customs value) je základ pro vyměření cla.[2]

## Hodnota směnná
Směnná hodnota (Exchange value) vyjadřuje relativní cenu zboží z hlediska jiného zboží. Ačkoliv koncept směnné hodnoty hrál vždy důležitou roli v ekonomickém myšlení, analýza, jak ji určit byla často předmětem kontroverze.
Pro Adama Smithe, Davida Ricarda a Karla Marxe bylo důležité rozlišit směnnou hodnotu od užitkové hodnoty. Užitková hodnota byla považována za nezbytnou, ale nedostatečnou pro to, aby komodita měla směnnou hodnotu. To je ilustrováno paradoxem hodnoty, kdy věci, které měly nejvyšší užitkovou hodnotu (voda, vzduch), měly nejnižší směnnou hodnotu ve srovnání (např.) s diamanty, které měly nízkou užitnou hodnotu, ale vysokou směnnou hodnotu.
Podle Davida Ricarda komodity odvozují směnnou hodnotu ze dvou zdrojů. Za prvé, „z jejich nedostatku“, kdy komodity nelze reprodukovat. Za druhé, většina komodit je vyráběna „námahou lidského průmyslu: a tyto komodity mají svou směnitelnou hodnotu určenou množstvím práce obsažené v jejich produkci“.
Pro Karla Marxe je podstatou komodity to, že se vyrábí speciálně za účelem prodeje. Podle Marxe směnná hodnota odráží sociální vztahy a je ve skutečnosti pouze vnější formou sociálního vztahu mezi „samotnými výrobci“.

## Hodnota užitná
Užitná hodnota (Use value) je schopnost komodity uspokojit přání. Koncept pochází přinejmenším k Aristotelovi, ale nejčastěji se používá v Marxistickém pojetí ekonomie. Liší se od směnné hodnoty tím, že užitná hodnota měří kvalitu, zatímco směnná množství. Adam Smith uznal, že komodity mohou mít směnnou hodnotu, ale nemusí uspokojovat žádnou užitnou hodnotu, jako jsou diamanty, zatímco komodita s velmi vysokou užitnou hodnotou může mít velmi nízkou směnnou hodnotu, jako je voda.
Marxovo pojetí:
Marx rozlišuje mezi užitnou hodnotou a směnnou hodnotou komodity. Užitná hodnota je neoddělitelně spjata s „fyzikálními vlastnostmi komodity“; to znamená, že materiál, ke kterému lze předmět skutečně dát, lidské potřeby, které splňuje. Při výměně zboží na kapitalistickém trhu však dominuje směnná hodnota: na otevřeném trhu lze směnit dvě komodity, protože se vždy porovnávají s třetím termínem, který funguje jako „univerzální ekvivalent“, což je funkce, která je nakonec převzato penězi. Směnná hodnota musí být vždy odlišena od užitkové hodnoty, protože „směnný vztah zboží je charakteristický právě jeho abstrakcí od jejich užitných hodnot“. V kapitálu mají peníze podobu rovnocennosti; peníze však ve skutečnosti skrývají skutečný ekvivalent za směnou: práce. Čím více práce je zapotřebí k výrobě produktu, tím větší je jeho hodnota. Marx proto dochází k závěru, že „jako směnné hodnoty jsou všechny komodity pouze určitými množstvími zmrazeného pracovního času“.

## Hodnota pro zákazníka
Hodnota pro zákazníka (customer value) je rozdíl mezi tím, co zákazník dostane od produktu a co musí dát, aby jej získal.
Spotřebitel neposuzuje hodnotu pouze na základě vynaložených peněz, je nutno také zvážit čas potřebný k získání zakoupeného produktu. Hodnota zákazníka má několik úrovní a lze o ní mluvit jako o hierarchii. Tato hierarchie určuje důležitost služeb v mysli spotřebitele z hlediska toho, co zákazník očekává či neočekává od zkušeností s nákupem.
První dvě úrovně hierarchie hodnot pro zákazníka zahrnují základní hodnoty, které zákazník od služby očekává. Pro firmy jsou základem hodnoty pro zákazníka všechny požadavky na podnikání (např. dostatek zásob pro vytvoření širokého sortimentu či příjemný personál). To, co zákazník očekává, zahrnuje obvykle zejména ceny diktované konkurencí či vhodnou provozní dobu. Podnik, který nesplňuje tyto základní hodnoty, nemůže pro zákazníka vybudovat dostatečně kvalitní služby.
Třetí úroveň hierarchie je tzv. požadovaná hodnota a zahrnuje to, co by zákazník chtěl mít z nákupu a poskytovaného servisu. Tato hodnota poskytuje možnost zejména menším firmám, aby se posunuly před konkurenty tím, že zákazníkovi poskytnou doplňkové funkce a služby k nákupu a servisu.

## Hodnota pro vlastníky
Hodnota pro vlastníky (shareholder value) je hodnota podniku nebo podílu pro majitele nebo akcionáře. Může být též definována jako součet všech budoucích peněžních toků, které společnost pro vlastníky vytvoří a dodá. Pro většinu společností jde o primární míru úspěchu. Hlavní cílem manažerů je podle hodnotového managementu (obor managementu, který se zaměřuje na zvyšování hodnoty pro zákazníka) zvyšování hodnoty pro vlastníky za pomoci vyplácení dividend a zvyšováním ceny akcií. Hodnota pro vlastníky může být zvýšena také zlepšováním konkrétních hodnotových faktorů (kapitálové náklady, výnosy).
V dnešní době se rostoucí počet společností obrací směrem k větší společenské odpovědnosti. K tomu dochází zejména kvůli kritice společností, která poukazovala na to, že velké společnosti se pouze ženou za maximální hodnotou pro vlastníky a přehlížejí zájmy dalších stran jako jsou například zaměstnanci.

## Hodnota přidaná trhem
Hodnota přidaná trhem (market value added) měří rozdíl mezi tržní hodnotou podniku a hodnotou investovaného kapitálu, vyjadřuje bohatství vlastníků (akcionářů). Může být označována také jako tržní přidaná hodnota nebo trhem přidaná hodnota. Hodnota přidaná trhem je velmi významným hodnotovým měřítkem výkonnosti podniku. Vlastníkům ukazuje, jak schopný je managment podniku. Pokud je hodnota kladná, znamená to, že management pracuje dobře a pro vlastníky vytváří novou hodnotu. V případě, že je hodnota přidaná trhem záporná, hodnota kapitálu vloženého do podniku klesá. Cílem podniku by měla být maximalizace tržní hodnoty, a nikoliv maximalizace hodnoty firmy (té lze dosáhnout pouhým vložením dodatečného kapitálu). Hodnotu přidanou trhem nelze spočítat na úrovni strategické obchodní jednotky. Nemůže být spočítána ani pro společnosti, které nepůsobí na veřejném akciovém trhu.

## Hodnota pro účastníky
Hodnota pro účastníky (stakeholder value) zahrnuje vytvoření optimální úrovně návratnosti pro všechny zúčastněné strany v organizaci. Jedná se o širší koncept než o běžnou hodnotu pro akcionáře, která se běžně zaměřuje pouze na maximalizaci čistého zisku. Koncept této hodnoty stále klade na akcionáře jistý důraz na čistý zisk či peněžní toky, avšak zahrnuje i potřeby dalších zúčastněných stran, jako jsou zaměstnanci, místní komunity, vlády, zákazníci nebo dodavatelé. Hodnota pro zúčastněné strany může tedy zahrnovat i např. dobročinné příspěvky zaměstnanců, financování místních „zelených“ aktivit, minimalizaci využití zdrojů nebo posílení plánu zaměstnaneckých výhod, přestože to není nezbytně nutné z hlediska konkurenceschopnosti.
Koncept této hodnoty má sklony vést k nižším čistým ziskům. Výjimku může tvořit situace, pokud by výše zmíněné kroky vedly k natolik dobré vůli komunity, že prodej skutečně vzroste. Avšak většinou se tak neděje. Místo toho musí být výkonný ředitel připraven bránit své kroky v představenstvu při vynakládání finančních prostředků v oblastech, které jsou pro akcionáře výhodnější.
Tento koncept má pro zúčastněné strany dlouhodobý význam při formování firemní strategie. Může také vést k lepšímu postavení firmy v hospodářských soutěžích či k prostému pozitivnímu „image“ firemní značky.

## Hodnota celní
Hodnota celní (customs value) je základem pro vyměření cla. Způsob jejího stanovení má zásadní význam. První ujednání o celní hodnotě se objevuje v článku VII GATT 1947, v dalších jednáních je poté upřesňováno. V roce 1986 začíná osmé vyjednávací kolo GATT (Všeobecná dohoda o clech a obchodu). Po 8 letech jednání došlo k dohodě o uplatňování článku VII GATT 1994. Dohoda jako základ pro určení celní hodnoty stanovuje hodnotu převáženého zboží (cena skutečně placená nebo cena, která má být zaplacena za zboží prodané pro vývoz do země dovozu). Dále stanovuje alternativní postupy stanovení celní hodnoty v případech, kdy nelze použít výše uvedený postup. Pro členské země Světové obchodní organizace (WTO) je dohoda závazná. Členské země mají v souvislosti s určením celní hodnoty povinnost zajistit, aby se jejich právní předpisy shodovaly s ustanoveními dohody. V rámci dohody byly zřízeny 2 výbory: Výbor pro celní hodnocení a Technický výbor pro celní hodnocení pod záštitou Rady pro celní spolupráci.
Způsob stanovení celní hodnoty vychází ze 6 metod. Tyto metody je nutné aplikovat postupně. Vzestupný postup lze aplikovat pouze v případě, kdy nejsou splněna kritéria pro aplikaci předchozí metody.
1) Metoda převodní hodnoty dováženého zboží
V této fázi je celní hodnotou dováženého zboží cena, která má být skutečně zaplacena za zboží. Celní deklarant je povinen doložit celním orgánům cenu, která má být za zboží zaplacena. Metoda převodní hodnoty dováženého zboží nemůže být uplatněna u takového zboží, u něhož se předpokládá, že se za něj nebude platit. Takovým zbožím může být například dar.
2) Metoda převodní ceny stejného zboží
V tomto případě se jedná o cenu u stejného zboží, které je prodáváno pro vývoz a které je vyváženo ve stejnou (nebo přibližně stejnou) dobu jako zboží, které je aktuálně hodnoceno.
3) Metoda převodní hodnoty podobného zboží
V tomto případě se jedná o cenu u podobného zboží, které je prodáváno pro vývoz a které je vyváženou ve stejnou (nebo přibližně stejnou) dobu jako zboží, které je aktuálně hodnoceno.
4) Metoda jednotkové ceny
Jedná se o hodnotu založenou na jednotkové ceně, za níž se dovážené, stejné nebo podobné zboží prodává v Evropské unii v největším úhrnném množství osobám, které nejsou ve spojení s prodávajícími.
5) Metoda vypočítání celní hodnoty
V rámci metody vypočítání celní hodnoty se sčítají 3 položky. První položkou jsou náklady na materiál a výrobu, případně jiné typy zpracování, které byly vynaloženy na produkci dováženého zboží. Druhou položkou je částka pro zisk a všeobecné výdaje v té výši, kterou producenti v zemi vývozu zahrnují do prodejů zboží téže povahy nebo téhož druhu jako hodnocené zboží, které je určeno k vývozu. Třetí položkou jsou náklady na dopravu a pojištění dováženého zboží a také náklady na nakládku, vykládku a manipulaci spojené s dopravou dováženého zboží.
6) Poslední metoda
V tomto případě se hodnota určí na základě dostupných údajů a za použití vhodných prostředků.

## Pracovní teorie hodnoty
Pracovní teorie hodnoty byl pokus ekonomů vysvětlit, proč bylo zboží vyměněno za určité relativní ceny na trhu. Jako řešení navrhovali, že hodnota komodity byla stanovena a mohla být objektivně měřena průměrným počtem pracovních hodin nezbytných k jejímu vyrobení (v Marxově pojetí množstvím společensky nutné práce). V pracovní teorii hodnoty je tedy množství práce, které jde do výroby zboží, zdrojem hodnoty tohoto zboží. Nejznámějšími zastánci teorie práce byli Adam Smith, David Ricardo a Karel Marx.